# Chris Crawford (Spieleentwickler)

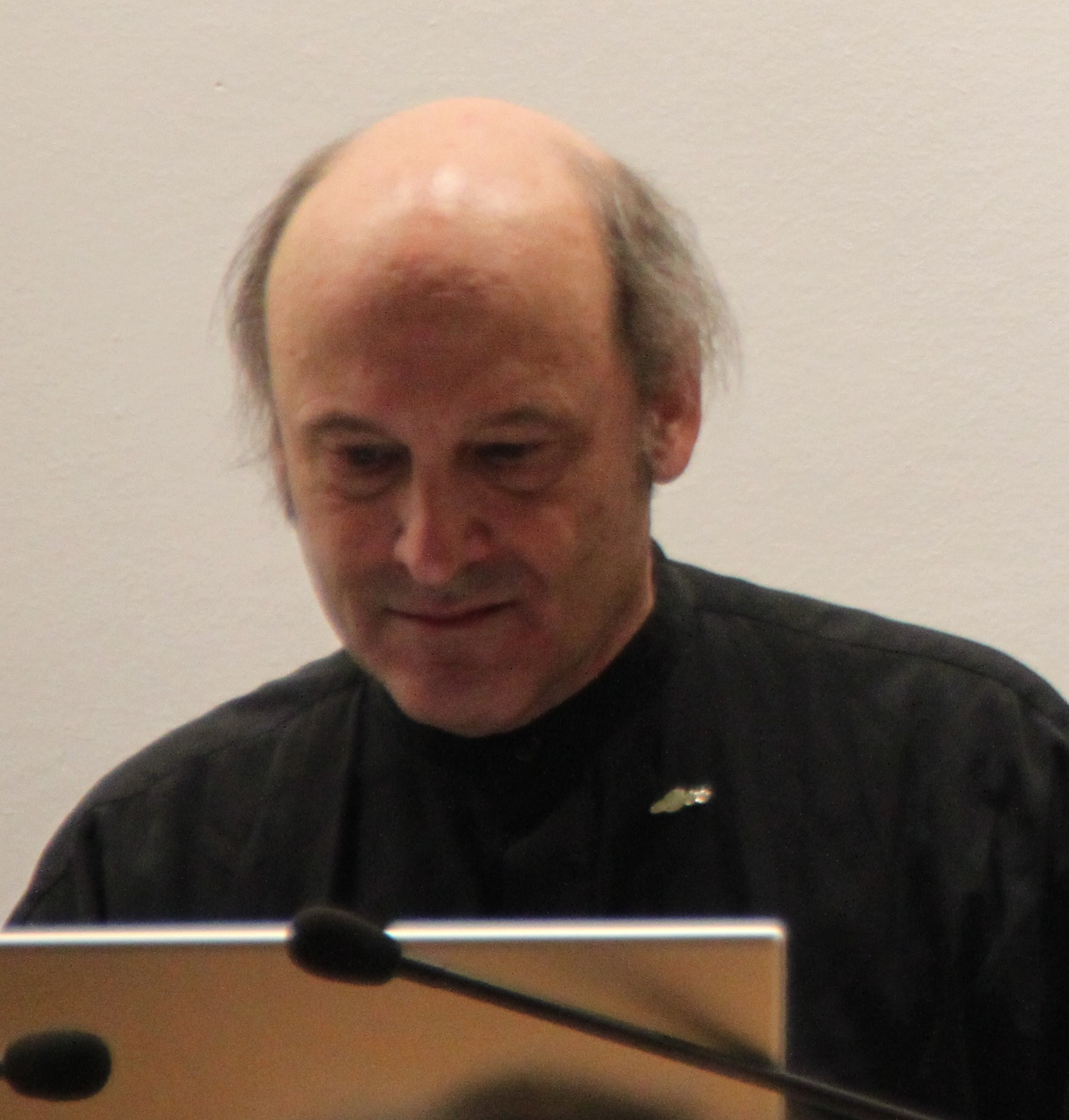
Chris Crawford, 2011

Christopher Crawford (* 1950 in Houston, Texas) ist ein amerikanischer Computerspielentwickler. Crawford gehörte insbesondere in den Anfangsjahren der kommerziellen Computerspielentwicklung zu den bekanntesten Spieleentwicklern. Neben seiner Designtätigkeit veröffentlichte er in den 1980er-Jahren grundlegende Bücher zum Thema Game-Design und gründete die Fachtagung Game Developers Conference.

## Karriere
Crawford hatte in den 1970er-Jahren einen besonderen Faible für Brettspiele aus dem Bereich Konfliktsimulation. 1978 veröffentlichte Crawford unter der Marke Avalon Hill für den Commodore PET sein erstes Computerspiel Tanktics, welches noch ein hybrides Computer-Brett-Spiel war. 1979 begann er eine Laufbahn als professioneller Spieleentwickler, zunächst bei Atari. 1981 erschien sein Spiel Eastern Front 1941, das im selben Jahr einen Origins Award erhielt. 1984 veröffentlichte er mit The Art of Computer Game Design ein Buch über die Entwicklung von Computerspielen, das auch einen Entwurf eines Klassifikationssystems für Computerspiele enthielt. Unter Spieletestern gab es jedoch auch Stimmen, die Crawfords Titel trotz einiger interessanter Aspekte für schwer zugänglich und wenig unterhaltsam hielten.
1987 begründete Chris Crawford mit einem ursprünglich privaten Austauschtreffen verschiedener Spieleentwickler auf seiner Farm die Computer Game Developers Conference, die seither jährlich veranstaltet wird und seit 1999 unter dem etwas modifizierten Namen Game Developers Conference (GDC) stattfindet. 1992 gab Crawford auf der GDC auch seinen weitgehenden Rückzug aus der Spielebranche bekannt. In diesem als Dragon Speech bekannt gewordenen Vortrag kritisierte Crawford die seiner Meinung nach zunehmend kommerziell und oberflächlicher werdende Spieleentwicklung. Er forderte einen mehr künstlerischen Ansatz und kündigte an, in Zukunft verstärkt für dieses Ziel eintreten und die traditionelle Spieleentwicklung aufgeben zu wollen. Dabei bemühte er den Vergleich mit Don Quijote und den Kampf gegen einen imaginären Drachen. Er beendete den Vortrag damit, dass er mit einem gezückten Schwert scheinbar zum Angriff auf den Drachen aus dem Vortragsraum galoppierte. Seither widmete er sich der Entwicklung eines Systems für interaktive Erzählweise in Computerspielen, das sogenannte Erasmatron und dessen Fortführung unter der Bezeichnung Storytron. Dieses Projekt konnte er jedoch nie zufriedenstellend zu Ende führen und gab 2018 schließlich die Einstellung seiner Arbeiten daran bekannt.

## Veröffentlichungen

### Spiele
- Tanktics (Avalon Hill, Strategiespiel, 1978)

- Legionnaire
- Wizard (ursprünglich entwickelt 1985, veröffentlicht 2005 mit dem Atari Flashback 2)
- Energy Czar
- Eastern Front 1941 (Atari, Strategiespiel, 1981)
- Scram (1981)
- Gossip
- Excalibur (1983)
- Balance of Power (Mindscape, Strategiespiel, 1985)
- Patton Versus Rommel (1986)
- Trust and Betrayal - Legacy of Siboot (Mindscape, 1987)
- Balance of Power: The 1990 Edition (1989)
- The Global Dilemma: Guns or Butter (1990)
- Balance of the Planet (1990)
- Patton Strikes Back (1991)
- Balance of Power: 21st Century (2009)

### Bücher
- The Art of Computer Game Design. McGraw-Hill/Osborne Media, Berkeley, Kalifornien 1984, ISBN 0-88134-117-7 (englisch, archive.org).
- Balance of Power, 1986
- You Should Learn to Program, 1988
- The Art of Interactive Design, No Starch Press, 2002, ISBN 1-886411-84-0
- Chris Crawford on Game Design, New Riders Press, 2003, ISBN 0-13-146099-4
- Chris Crawford on Interactive Storytelling, New Riders Publishing, 2004, ISBN 0-321-27890-9

## Belege
1. ↑  Designer Profile: Chris Crawford. In: Computer Gaming World. Nr. 33, Dezember 1986, S. 47 (cgwmuseum.org [abgerufen am 10. Februar 2021]).
2. ↑  Max Steele: A Conversation with Chris Crawford. In: The Escapist. 27. September 2005, archiviert vom Original (nicht mehr online verfügbar); abgerufen am 27. Februar 2021 (englisch).
3. ↑  Video: Veteran game dev Chris Crawford's famous 'Dragon Speech'. In: Gamasutra. Abgerufen am 1. März 2021 (englisch).
4. 1 2  Lee Bradley: Chasing the Dragon. In: Eurogamer. 18. Mai 2014, abgerufen am 1. März 2021 (englisch).
5. ↑  Chris Crawford: Why I am ending further work on interactive storytelling. 13. Juni 2018, archiviert vom Original (nicht mehr online verfügbar) am 20. August 2018; abgerufen am 28. September 2018 (englisch).

| Personendaten    | Personendaten                              |
| ---------------- | ------------------------------------------ |
| NAME             | Crawford, Chris                            |
| ALTERNATIVNAMEN  | Crawford, Christopher (vollständiger Name) |
| KURZBESCHREIBUNG | US-amerikanischer Spieleentwickler         |
| GEBURTSDATUM     | 1950                                       |
| GEBURTSORT       | Houston, Texas                             |